# Christoph Sauser

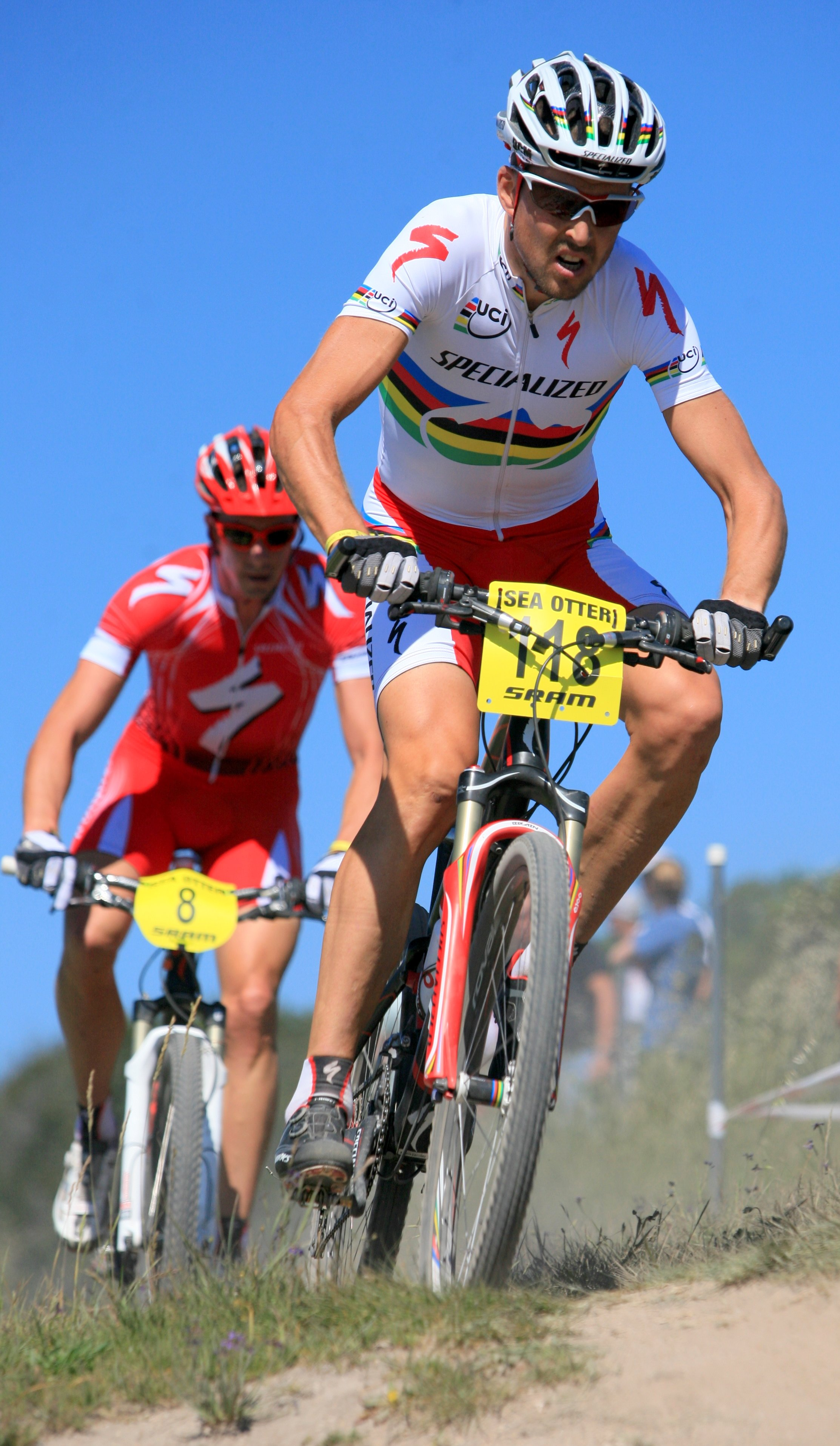
Christoph Sauser, conduzindo seu companheiro de equipe, Todd Wells, na corrida de Pista Curta Masculina na categoria elite do Sea Otter Classic 2009, em Laguna Seca, Califórnia.

Christoph Sauser (Sigriswil, 13 de abril de 1976) é um atleta suíço que compete no ciclismo de montanha na disciplina cross-country.
Participou de três Jogos Olímpicos entre 2000 e 2008, conquistando uma medalha de bronze em Sydney 2000 na prova de cross-country. Conquistou cinco medalhas no Campeonato Mundial de Mountin Bike entre 2000 e 2008, e duas medalhas de prata no Campeonato Europeu de Mountain Bike, em 2006 e 2008.

## Palmarés internacional
| Jogos Olímpicos    | Jogos Olímpicos          | Jogos Olímpicos | Jogos Olímpicos           |
| Ano                | Local                    | Medalha         | Competição                |
| ------------------ | ------------------------ | --------------- | ------------------------- |
| 2000               | Sydney ( Austrália)      | 3               | Cross-country             |
| Campeonato Mundial |                          |                 |                           |
| Ano                | Local                    | Medalha         | Competição                |
| 2000               | Sierra Nevada ( Espanha) | 2               | Cross-country por relevos |
| 2001               | Vail ( Estados Unidos)   | 3               | Cross-country             |
| 2005               | Livigno ( Itália)        | 2               | Cross-country             |
| 2006               | Rotorua ( Nova Zelândia) | 2               | Cross-country             |
| 2008               | Val di Sole ( Itália)    | 1               | Cross-country             |
| Campeonato Europeu |                          |                 |                           |
| Ano                | Local                    | Medalha         | Competição                |
| 2006               | Lamosano ( Itália)       | 2               | Cross-country             |
| 2008               | St. Wendel ( Alemanha)   | 2               | Cross-country             |